# Војислав Мићовић (глумац)
Војислав Мићовић (Београд, 14. јул 1911 — Београд, 16. јануар 1997) био је српски глумац.

## Улоге
| Год.     | Назив                             | Улога                     |
| -------- | --------------------------------- | ------------------------- |
| 1960.-те |                                   |                           |
| 1965.    | Доћи и остати                     | Јеремија                  |
| 1966.    | Повратак                          | Конобар                   |
| 1967.    | Путељак (кратак филм)             |                           |
| 1967.    | Буђење пацова                     | Деда у запрежним колима   |
| 1967.    | Кад будем мртав и бео             | Радник                    |
| 1968.    | Планина гнева (македонски филм)   | Трајче                    |
| 1968.    | Лелејска гора                     | Чобанин                   |
| 1969.    | Заседа                            | Конобар у кафани          |
| 1969.    | Осека                             | Чича Србислав             |
| 1969.    | Дивљи анђели (ТВ)                 |                           |
| 1970.-те |                                   |                           |
| 1970.    | Дванаест столица (амерички филм)  | Збуњен човек              |
| 1971.    | Бубашинтер                        | Ђока Гуглета              |
| 1972.    | Изданци из опаљеног грма (серија) |                           |
| 1972.    | Не газите мушкатле (ТВ)           |                           |
| 1973.    | Камионџије (серија)               | Петар Андрић              |
| 1973.    | Паја и Јаре                       | Петар Андрић              |
| 1974.    | Црна листа (ТВ)                   | Човек на рецепцији        |
| 1976.    | Салаш у Малом Риту (филм)         | Добошар                   |
| 1976.    | Девојачки мост                    | Стари са запрежним колима |
| 1976.    | Салаш у Малом Риту (ТВ серија)    | Добошар                   |
| 1977.    | Љубавни живот Будимира Трајковића | Сексолог                  |
| 1977.    | Бабино унуче (серија)             | Мршави човек              |
| 1978.    | Тигар                             |                           |
| 1979.    | Трен                              | Старац                    |
| 1980.-те |                                   |                           |
| 1980.    | Рад на одређено време             | Конобар                   |
| 1981.    | Двобој за јужну пругу             | Сељак                     |
| 1981.    | Лов у мутном                      |                           |
| 1981.    | Доротеј                           |                           |
| 1982.    | Маратонци трче почасни круг       | Старац са гробља          |
| 1982.    | Мој тата на одређено време        | Конобар                   |
| 1982.    | Смрт господина Голуже             | Камионџија                |
| 1984.    | Камионџије 2 (серија)             | Купац качкета             |
| 1984.    | Проклета авлија (ТВ)              | Затвореник                |
| 1984.    | Мољац                             | Старац који тражи умрлицу |
| 1984.    | Пази шта радиш                    |                           |
| 1990.-те |                                   |                           |
| 1991.    | Искушавање ђавола                 | Радоје Леков Змајевић     |
| 1993.    | Кажи зашто ме остави              | Деда у подруму            |
| 1997.    | Горе доле (серија)                | Радић/Нови берберин       |
| 1997.    | Птице које не полете              | Портир                    |